# Carl's Car Wash
Carl's Car Wash je kanadský animovaný seriál režírovaný Brettem Jubinvillem a Troyem McDonaldem. Jeden díl režírovala Caitlin Major. Seriál vzniká od roku 2016. Seriál je produkován společností Skyship Entertainment v rámci série Super Simple.
Většina příběhů začíná krátkým příběhem, při kterém se ušpiní dopravní prostředek a jeho řidič tak musí navštívit Carlovu automyčku. Carl před příjezdem ušpiněného dopravního prostředku obvykle koná nějakou aktivitu, která má souvislost s ušpiněným dopravním prostředkem. Když dopravní prostředek přijede, řidič Carlovi řekne, co se stalo, a Carl prozkoumá druh vozidla, jeho míru zašpinění, druh špíny a v pozdějších dílech ještě velikost dopravního prostředku. Údaje nastaví na ovládacím panelu automyčky a automyčka vypočítá cenu. Po zaplacení ceny řidičem je auto v myčce umyto. Po umytí se řidič s Carlem rozloučí. V některých dílech následuje ještě krátký příběh po rozloučení.
K seriálu vznikly čtyři filmy Carl's Car Wash. Motivy ze se seriálu byly použité v písničce Carl's Car Wash ABCs. Postavy a dopravní prostředky ze seriálu Carl's Car Wash se objevují v pozdějším seriálu Carl’s Rescue Crew.
Postava Carla se objevuje i ve videoklipu k písničce The More We Get Together od Super Simple.

## Obsazení
| Andy Hayward       | Carl, Fran, Betty, Billy, Fiona, Ivan, Captain Mary, Custodian, Harvey, Hector, Officer Oona, Sparky, Tony, Announcer, Bob, Bubble Gum Bandit, Bumblegum Bandit, Chuck, Director, Eugenie, Flavio, Friar Tuck, Gus, Little John, Mary, Monty, Mr. Casso, Oona, Paparazzi, Pizza Guy, Robin Hood, Sally's Dad, Soup Man |
| Jamie Carr         | Bolton, Bubba, Eugene, Midnight Moose, Morgan, Morghan, Vincent |
| Ashlie White       | Florence, Nancy, Amber, Nellie, Sarah |
| Steven Shanahan    | Dusty, Howard, Rodney, Sully |
| Nick Tracey        | Tracy, Brunhilda, Dharma, First Mate Bella, Maid Marian, Tonya, Pilot Andromeda |
| Brett Jubinville   | Horace, Garry, Moosemobile |
| Caroly Larson      | Anita, Coletta, Rosie, Sweet Suzy |
| Tom Park           | Felix, Jack O'Lantern, Steve, Tegan |
| Anthony Sardinha   | Cecil, Commander Patterson |
| Caitlin Major      | Amelia, Catherine |
| Andrew Hodwitz     | Barry, Paparazzi |
| Matt Servo         | Captain Patrick, Sheriff of Nottingham |
| Gabriela Francis   | Valerie |
| Pat Fry            | Santa |
| Holly Park         | Raina |
| Miku Martineau     | Lina |
| Nicole Turner      | Tammy |
| Alina Tysoe        | Rude Jenny |
| Dan Gardiner       | Sam |
| Tara Stocker       | Roxie |
| Mackenzie De Zilva | Sally |

## Seznam dílů
1. Betty’s Tomato Truck
2. Gus’s Garbage Truck
3. Fran’s Fruit Truck
4. Sparky’s Spaceship
5. Fiona’s Fire Truck
6. Hector’s Helicopter
7. Tony’s Taxi Cab
8. Officer Oona’s Police Car
9. Harvey’s Hot Dog Truck
10. Ivan’s Ice Cream Truck
11. Captain Mary’s Submarine
12. Billy’s Tricycle
13. Santa’s Sleigh
14. Carl’s Big Adventure – Mini-Movie
15. Bubba’s Big Rig
16. Dharma’s Digger
17. Tracy’s Tractor
18. Cecil’s Cement Mixer
19. Hedgehog’s Motorcycle
20. Jack’s Creepy Carriage
21. Sarah’s Snow Plow
22. Florence’s Forklift
23. Horace’s Hovercraft
24. Bolton’s Bulldozer
25. Opening Day
26. Ace’s Airplane
27. Raina’s Racecar
28. Little Billy’s Skateboard
29. Monty’s Monster Truck
30. Steve’s Street Sweeper
31. Amelia’s Mail Truck
32. Dr. Toodleoo’s Time Machine
33. Commander Patterson’s Space Shuttle
34. Felix’s Fire Truck
35. Trey’s Train
36. Garry’s Golf Cart
37. Bob And Babs’ Secret Agent Car
38. Flavio’s Flying Machine
39. Midnight Moose’s Moosemobile
40. Lina’s Limo
41. Nancy’s News Van
42. Tammy’s Tunneling Machine
43. Amber’s Ambulance
44. Tonya’s Tour Tram
45. Coletta’s Crane Truck
46. Tegan’s Tow Truck
47. The Van Tripp Family Van
48. Barry’s Bucket Truck
49. Rosey & The Rowdy Rustlers’ Tour Bus
50. Captain Patrick’s Pirate Ship
51. Sir Harold’s Horse Trailer
52. Sully’s School Bus
53. Sam’s Safari Jeep
54. Rodney’s Roller Coaster
55. Carl’s Wagon Wash
56. Clown Car